# Hans Theede
Hans Johannes Theede (ur. 17 grudnia 1934 w Lohe, Niemcy) – niemiecki profesor nauk przyrodniczych w zakresie ekofizjologii morskiej, nauczyciel akademicki, doktor honoris causa Akademii Rolniczej w Szczecinie
Urodził się w rodzinie Jana i Marii z d. Lichtenstein. Studia ukończył na Uniwersytecie w Kilonii i tam w 1962 otrzymał stopień naukowy doktora nauk przyrodniczych po obronie rozprawy Experimentelle Untersuchungen ueber die Filtrationsleistung der Miesmuschel Mytilus edulis L.. W latach 1962–1964 odbył staż naukowy w Instytucie Badań Morskich w macierzystym uniwersytecie. W latach 1964–1971 pracował tam jako asystent naukowy. Po habilitacji w 1971 został samodzielnym pracownikiem naukowym (1971–1973), a następnie wykładowcą (1973–1989). W 1974 otrzymał tytuł profesora. W latach (1989–1994) pracował na stanowisku profesora zoologii morskiej w Uniwersytecie Bremen, a w 1994 powrócił do macierzystej uczelni na stanowisko profesora.  
Tematyka badawcza profesora dotyczy ekologii morza, szczególnie ekofizjologii i ekotoksykologii środowiska i organizmów wodnych. Opublikował ponad 70 prac naukowych w czasopismach europejskich.  
Jest członkiem towarzystw naukowych: Biologów Morza Bałtyckiego, Niemieckiego Towarzystwa Zoologicznego, Europejskiego Towarzystwa Fizjologii Porównawczej i Biochemii. 
W 1991 Akademia Rolnicza w Szczecinie uhonorowała go tytułem doktora honoris causa, promotorem był profesor Remigiusz Węgrzynowicz, a laudację wygłosił profesor Edward Kołakowski.
W 1967 ożenił się z Giselą Glüsing, z którą ma córkę Eddę.

## Wybrane publikacje[6]
- Metabolic responses of Halicryptus spinulosus (Priapulida) to reduced oxygen levels and anoxia. J. Exp. Marine Biol. Ecol, 1992, 162(2), s.229–241 (wsp. Rolf Oeschger, Heinz Peper, Gerhard Graf)[7]
- Biochemical adaptations of Nereis diversicolor (Polychaeta) to temporarily increased hydrogen peroxide levels in intertidal sandflats. „Mar. Ecol. Prog. Ser.” 1994, 106, s.101-110  (wsp. Doris Abele-Oeschger, Rolf Oeschger)[8]
- Physiological adaptations of Cyprideis torosa (Crustacea, Ostracoda) to hydrogen sulphide. „Mar. Ecol. Prog. Ser.”  1996, 142(1-3), s. 215-223 (wsp. Andreas Jahn, Inez Jamenick)[9]
- Significance of body size in sulphide detoxification in the Baltic clam Macoma balthica (Bivalvia, Tellinidae) in the Gulf of Gdansk. „Mar. Ecol. Prog. Ser.” 1997, 154, s. 175-183 (wsp. Andreas Jahn, Urszula Janas, Anna Szaniawska)[10]